# Рибонуклеаза
Рибонуклеаза, скорочено РНКаза — нуклеаза, що каталізує гідроліз РНК на менші компоненти. Рибонуклеази поділяються на ендорибонуклеази і екзорибонуклеази, і охоплюють кілька підкласів в межах системи класифікації ферментів: КФ 2.7 (для фосфолітичних ферментів) і КФ 3.1 (для гідролітичних ферментів).